# Tachina dispecia
Tachina dispecia är en tvåvingeart som beskrevs av Walker 1853. Tachina dispecia ingår i släktet Tachina och familjen parasitflugor. Inga underarter finns listade i Catalogue of Life.